# Мотаун Рекърдс
„Мотаун Рекърдс“ (Motown Records) или само „Мотаун“ (Motown) е музикална звукозаписна компания (лейбъл), основана от Бери Горди и учредена като „Мотаун Рекърд Корпорейшън“ в Детройт, щата Мичиган, САЩ. Датата на тяхното създаване е 14 април 1960 г.
Името представлява комбинация от Mo (на английски: motor – двигател) и town ((на английски: town – град), тъй като Детройт е известен с автомобилната си индустрия. Понастоящем се помещава в Ню Йорк и е дъщерна фирма на „Юнивърсъл мотаун рипъблик груп“ (Universal Motown Republic Group), която е дъщерна на „Юнивърсъл мюзик груп“ (Universal Music Group) фирма. Всички операции на компанията се водят под името „Юнивърсъл мотаун рекърдс“ (Universal Motown Records). Мотаун е вторият лейбъл на Горди; първият, „Тамла Рекърдс“, започва да функционира на 12 януари 1959 г.
„Мотаун“ има важна роля за расовата интеграция на популярната музика. През 1960-те името Мотаун се свързва с т.нар. „Мотаун саунд“ („звукът на Мотаун“), който е термин, обозначаващ соул музиката на Мотаун, съдържаща определено влияние от поп музиката.
„Мотаун“ притежава или разпространява записи от над 45 дъщерни музикални издателя, които се занимават с различни жанрове музика. Най-известни обаче са записите в жанровете ритъм енд блус, соул, хип-хоп и поп музиката. Горди мести „Мотаун Рекърдс“ в Лос Анджелис през 1972 г. и до 1988 г. тя е независима компания. На 28 юни 1988 Горди продава компанията на „Ем Си Ей“ (MCA) и „Бостън Венчърс“ (Boston Ventures), които поемат пълната собственост върху „Мотаун“ през 1991 г. После тя става собственост на „Полиграм“ през 1994 г., и най-накрая на „Юнивърсъл мюзик“, след като те се сдобиват с „Полиграм груп“.